# 中吉川村 (新潟県)
中吉川村（なかよしかわむら）は、かつて新潟県中頸城郡にあった村。

## 沿革
- 1889年（明治22年）4月1日 - 町村制施行に伴い中頸城郡山口村、顕法寺村、町田村（一部）、中谷内村、下深沢村、原ノ町村、長峰新田村、竹直村、大乗寺村、下町村、東鳥越村、片田村、川崎村、土尻村、天林寺村、泉谷村、吉井村、下小沢村、東寺村、平等寺村が合併し、中吉川村が発足。
- 1901年（明治34年）11月1日 - 中頸城郡大出口村、上吉川村（一部）と合併し、吉川村となり消滅。